# گیلانشاه بزرگ

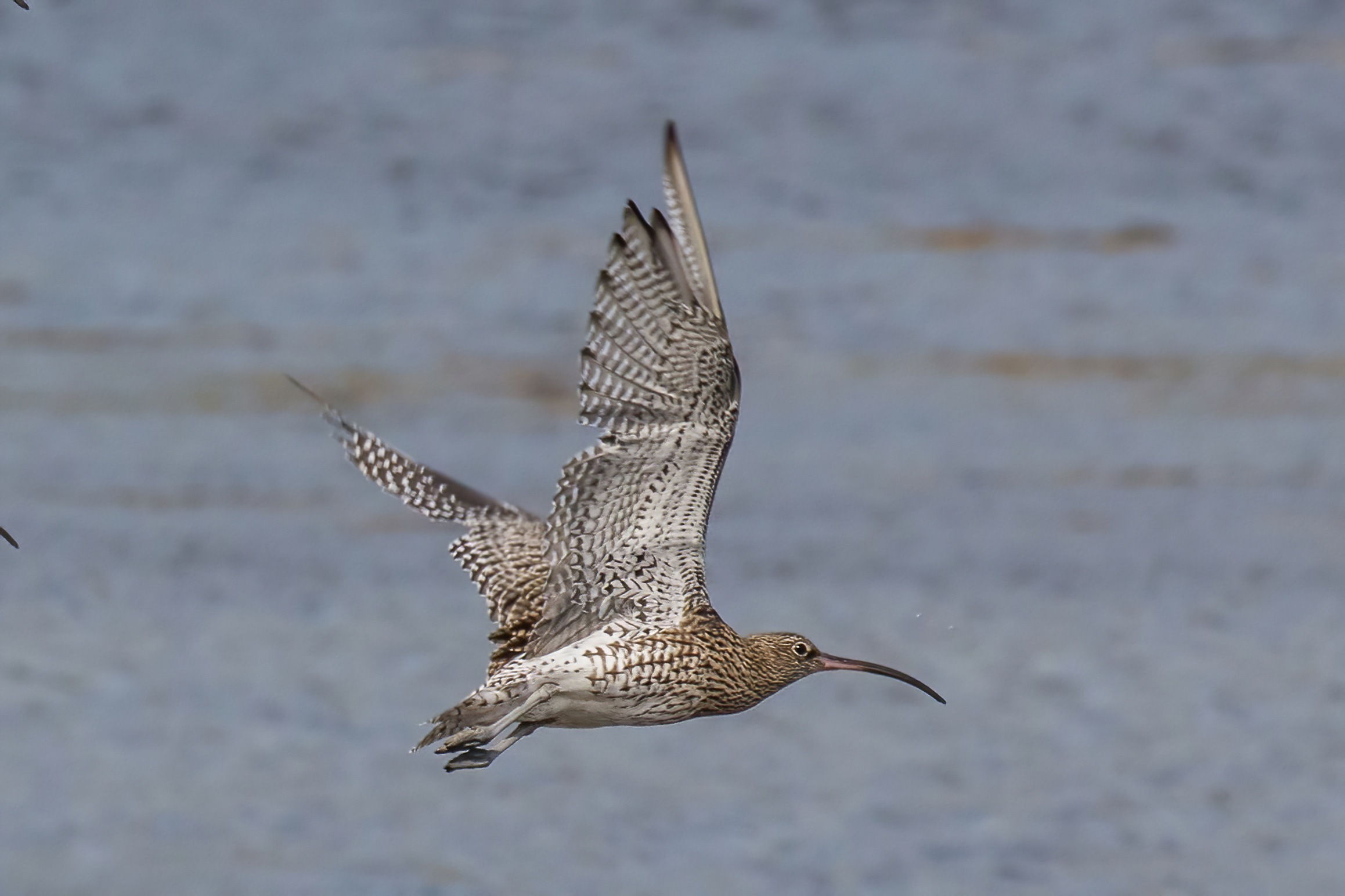
گیلانشاه بزرگ در حین پرواز

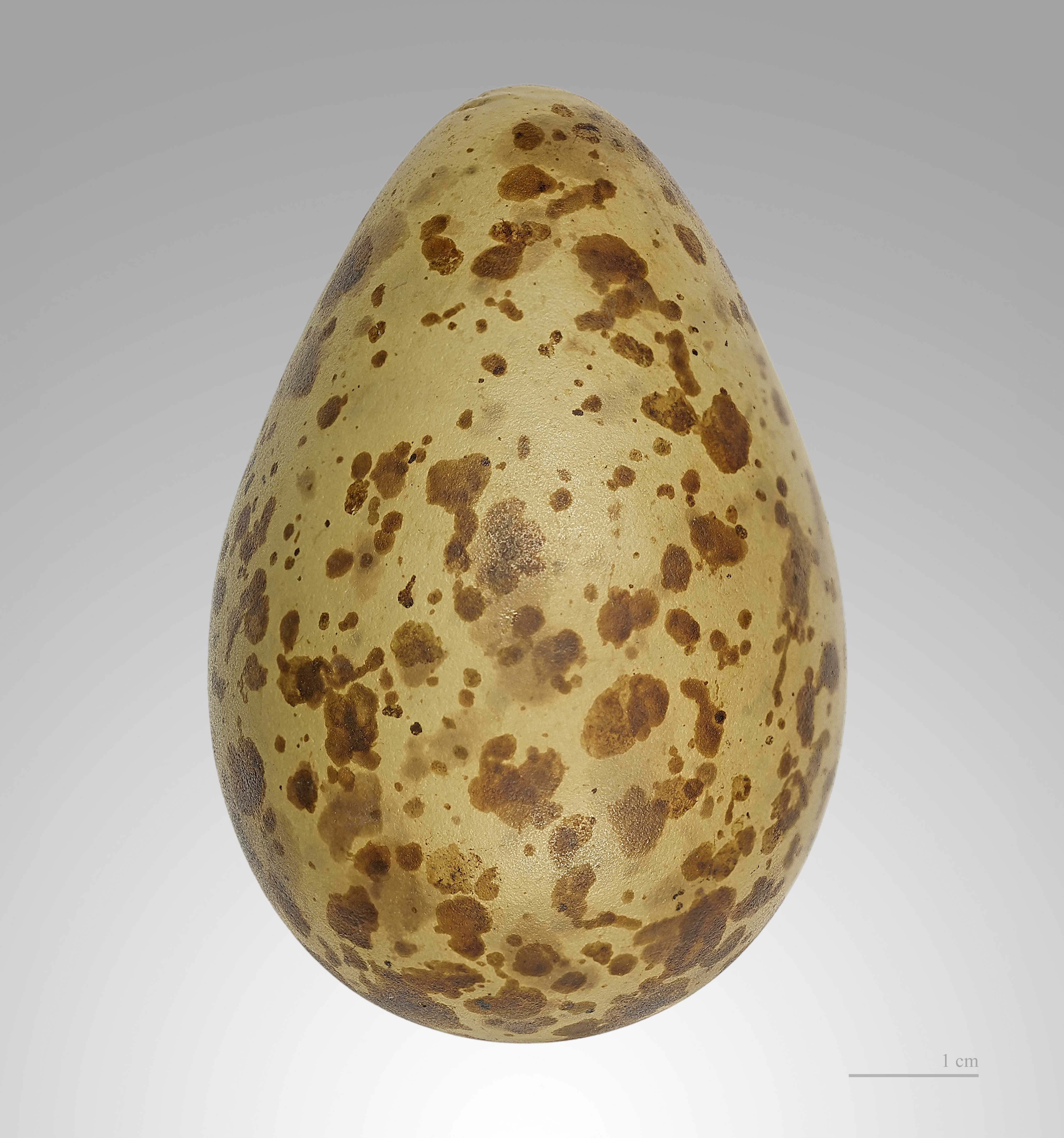
تخم گیلانشاه بزرگ

گیلانشاه بزرگ (نام علمی: Numenius arquata) یک مرغ درازپا است که در تیره آبچلیکان قرار می‌گیرد. در بین پرندگان گیلانشاه، این پرنده دارای بالاترین پراکندگی و محدوده تخم‌گذاری آن در آسیا و مناطق معتدل اروپا است.